# Соматосензорни систем
Соматосензорни систем је део сензорног нервног система. Соматосензорни систем је комплексни систем сензорних неурона и неуронских путева који одговара на промене на површини или у унутрашњости тела.
Аксони (као аферентна живчана влакна), сензорних неурона се повезују са, или одговарају на, разне рецепторске ћелије. Те сензорне рецепторске ћелије се активирају путем разних стимулуса као што су топлота и наноцепција, дајући функционално име респондирајућим сензорним неуронима, као што су терморецептор који носи информације о температурним променама. Други типови обухватају механорецепторе, хеморецепторе, и ноцицепторе и они шаљу сигнале дуж сензорних живаца до кичмене мождине, где они могу да буду обрађени другим сензорним неуронима и затим прослеђени до мозга за даљу обраду. Сензорни рецептори су присутни широм тела укључујући кожу, епителска ткива, мишиће, кости и зглобове, унутрашње органе, и кардиоваскуларни систем.
Додир је једно од пет основних људских чула. Помоћу чула додира, човек зна да ли је нешто топло или хладно, меко или мекано, грубо, храпаво итд. Помоћу чула додира човек се и оријентише у простору. Људи који су слепи или слабовиди, највише се ослањају на чуло додира за писање или читање Брајевог писма, такође чуло додира је човеку потребно јер га штити од штетних утицаја, опекотина и смрзотина, или потенцијалних повреда.
Соматска чула се понекад називају соместетским чулима, са разумевањем да соместеза обухвата чуло додира, проприоцепције (чуло позиције и кретања), и (у зависности од употребе) хаптичну перцепцију.

## Рецептори у кожи
На пресеку коже. могуће је издвојити три главна слоја: епидерм (покожица), дерм (крзно) и хиподерм. Епидерм је покривен слојем мртвих ћелија, а затим следи слој ћелија без рецептора и Малпигијев слој. У Малпигијевом слоју се од рецептора налазе слободни нервни завршеци, као и Меркелови дискови.
Епидерм је од дерма одвојен веома набраном базиларном мембраном, тако да "брадавице" дерма улазе дубоко у епидерм и обрнуто. Овај брадавичасти слој је најбогатији рецепторним елементима. Ту се налазе Мајснерова телашца, Краузеова телашца и сплетови нервних завршетака који прате ситне крвне судове. Право крзно, које се налази испод слоја брадавице, је практично без рецептора. У хиподерму се налазе највећи рецептори, Фатер-Пачинијева телашца, затим Руфинијеви цилиндри и Голђи-Мацонијева телашца, за које неки тврде и да су као Краузеова.
Осим поменутих рецептора, не треба заборавити и на длаку, која је рецепторни орган, јер је њен корен обмотан сплетом - кошаром нервних влакана. Она региструје притисак који се преноси преко длаке.
Кожни рецептори се разликују по величини и грађи. Док већина њих има облик инкапсулираног нервног завршетка, слободни нервни завршеци су без капсула. И мада капсуле изгледају веома различито, постоји заједничка схема њихове грађе. Обично се састоје од опни око затворене мреже неурофибрила које губе свој мијелински омотач. Префрибрилна материја учествује у грађи капсуле.

### Механорецептори
Постоје четири механорецептора у кожи, свако од којих одговара различитом стимулусу за кратке и дуге периоде.
Нервни завршеци Меркелових телашца су присутни у базалном епидермису и фоликулама длаке; оне реагују на ниске вибрације (5–15 херца) и дубоки статички додир као што су облици и ивице. Због малог рецептивног поља (изузетно детаљне информације), оне се највише користе у подручјима попут прстију; оне нису покривене (заштићене) и стога реагују на притиске током дугог периода.
Тактилне корпускуле реагују на умерене вибрације (10–50 херца) и лаган додир. Оне су лоциране у дерму; услед њихове реактивности, оне се првенствено налазе у врховима прстију и уснама. Оне реагирају у виду брзих акционих потенцијала, за разлику од Меркелових нервних завршетака. Оне су одговорне за способност читања Брајевог писма и осећај нежних подражаја.
Ламеларне корпускуле одређују груб додир и омогућавају прављење разлике између грубих и меких супстанци. Оне реагују путем брзих акционих потенцијала, посебно на вибрације око 250 Хз (чак и на раздаљинама до једног центиметра). Оне су најосетљивије на вибрације и имају велика рецепторска поља. Пацинијан реагује само на изненадне подражаје па се притисци попут одеће која увек притиска свој облик брзо игноришу.
Руфинијеви цилиндри полако реагују и одговарају на продужено растезање коже. Они су одговорни за осећај клизања објекта и играју важну улогу у кинестетичком осећају, и контроли позиције и кретању прстију. Меркелове анд булбусне ћелије - споро респонсне - су мијелинисане; преостале - брзо респонсне - нису. Сви ови рецептори се активирају након притиска који промени њихов облик узрокујући стварање акционог потенцијала.

## Осетљивост
Чуло додира није јединствено чуло. Реч је о више чула, смештених у истом хистолошком медијуму. Бликс је показао да има више тачака за хладно, него за топло. Макс фон Фрај је показао како на кожи надланице на 1 квадратном центиметру постоји 100 тачака за бол, 30+ за додир, 10 за хладно и 1 или 2 за топло. Истраживања су открила да човек највише верује додиру, за разлику од осталих чула. Такође, чуло додира је најстарије чуло. Рад Голдшајера и Доналдсона открива да је кожа тачкасто осетљива, односно да на одређеној површини коже постоје места где је она осетљива, али и површина где није осетљива. Да у кожи постоје различити чулни модалитети говоре докази из многих грана науке.
Хируршки докази говоре брзој регенерацији чула за додир, затим за хладно, топло и на самом крају, за додир. Ово постепено враћање осетљивости говори о независности чулних модалитета везаних за кожу који ће послужити Хеду да створи своју теорију.
Патолошки докази представљају сирингомијелију (распад сиве масе у кичменој мождини) која често доводи до губитка чула бола, али не и додира.
Физиолошки докази представљају хипоксију (губитак кисеоника у ткиву) која доводи до губљења осетљивости, али одређеним редоследом, што говори о неједнакој отпорности према недостатку кисеоника, о њиховој независности. Слични ефекти се добијају при стимулацији електричном струјом одређеног напона.
Фармаколошки докази леже у томе да нека средства утичу на само један модалитет у кожи. Локална анестезија коже се постиже деловањем кокаина или новокаина, при чему се осетљивост за бол губи, док друге осетљивости остају скоро непромењене.

## Путеви до мозга
Влакна кожних рецептора, која по Гласеровој подели спадају међу дебља влакна типа А и тања влакна типа Ц се пењу до кичмене мождине у коју улазе кроз задње корене. Овде долази до раздвајања влакана, па једна одмах улазе у састав Головог и Бурдаховог снопа у задњем стубу беле масе, док друга иде уз кичмену мождину само неколико сегмената, па се завршавају у задњим роговима сиве масе. Ту се прикључују на неуроне чија влакна чине латерални и вентрални спиноталамички тракт. По уласку у кичмену мождину ова два система се раздвајају. Влакна која одлазе Головим и Бурдаховим снопом формирају систем медијалног лимнискуса. Влакна у задњим роговима припадају спиноталамичком систему. Дебља влакна типа А брже спроводе импулсе од оних тањих типа Ц. Из тог разлога се може закључити да медијални лемнискус спроводи информације о финијим разликама у енергији која споља делује на организам, и то брже са тачнијом локализацијом места њеног дејства на периферији. Спиноталамичким путем се преносе грубље информације с мање тачности о локализацији.

## Теорија осетљивости коже

### Теорија Макса фон Фраја
Макс фон Фрај говори о постојању четири независна чулна модалитета: за бол, топло, хладно и за додир. Доследно Милеровом закону, Фон Фрај претпоставља да једна врста рецептора служи за преношење информација у оквиру једног модалитета. Рецепторе разврстава на следећи начин:
- Рецептори за бол су слободни нервни завршеци
- Рецептори за хладно су Краузеова телашца
- Рецептори за топло су Руфинијеви цилиндри
- Рецептори за додир су длака (у длакавој кожи) и Фатер-Пачинијева телашца за дубоку осетљивост

Неки критичари су сматрали да ова теорија није исправна, међутим фон Фрај је био у праву. Постоји само један модалитет са двоструко постављеним рецепторима: једни на површини, други у дубини ткива. Механичку осетљивост обезбеђује више врста различитих рецептора, Меркелови дискови, Мајснерова телашца, длака...

### Хедова теорија
Хедова теорија полази од феномена неистовременог враћања осетљивости (хируршки докази за осетљивост) и сматра да постоји неки биолошки разлог зашто је такав редослед. Сматра да постоје старија и млађа осетљивост. Протопатичка осетљивост је по Хеду старија осетљивост коју чине сензације бола и груба термичка дискриминација. Млађа, коју чине фина термичка дискриминација и додир се назива епикритичка осетљивост. Оне нису индиферентне једна према другој, већ млађа инхибиторно делује на старију осетљивост.
Испитивања у неповољним условима не подржавају Хедову теорију о инхибиторном деловању млађе осетљивости на старију бар не онако како их је он поделио.

### Нејфова васкуларна теорија
Замишљена је као специфична теорија термичке осетљивости, али касније говори о осетљивости коже уопште. Нејф и Вагонер стављају у каузални однос два феномена која се истовремено јављају као последица термичког дражења: вазомоторне промене и термичке сензације. Локално повишење топлоте коже доводи до ширења периферних крвних судова. Пошто су зидови ових судова изграђени од глатких мишића, под дејством топлоте долази до њиховог опуштања. Та механичка промена у зиду крвног суда представља драж за слободне нервне завршетке који се у њему налазе. Рецептори термичке осетљивости су слободни нервни завршеци који се налазе у зиду крвног суда. Сама драж је механичке природе, што је противно закону специфичне енергије нерава.

### Џенкинсова концентрациона теорија
Настала је као последица дискусије Џенкинса и Нејфа. Критикујући везивање термичке осетљивости за акцију крвних судова Џенкинса наводи као противдоказе неједнако време латенције за хладно и топло, као и неједнак број и смештај тачака термичке осетљивости. Њему изгледа вероватније да инкапсулирани рецептори нису самом капсулом опредељени за информације одређене врсте. Рецептори који се морфолошки не разликују се групишу по својој функционалној опредељености за снимање једне врсте стимулуса. Тако настају концентрације функционално опредељених нервних завршетака. Мапа тачака осетљивости означава тако места на којима су у кожи концентрисани нервни завршеци функционално истог типа.

### Теорија сложаја нервног пражњења
Настала је кроз радове групе истраживача из Оксфорда, позната је и као оксфордска теорија. Ова група аутора сматра да исто нервно влакно преноси информације различитих модалитета осетљивости. Информације у оквиру једног модалитета имају карактеристичан сложај нервних импулса. Информација другог модалитета може да буде пренета истим путем, али ће сложај пражњења бити сасвим другачији. Нервно влакно одабира код којим одређује избор сложаја и којем ће модалитету осећај припасти. Зато се ова теорија зове и теорија специфичног влакна.

### Теорија специфичног ткива
Ову теорију су утемељили Нејф и Кеншало. Свака врста дражи има ткиво у којем постиже максималан физички ефекат. Од тог места, од тог ткива, онда полазе информације о промени - догађају на периферији. Чулно-нервни апарат је само преносилац информација - средство везе. Дакле, модалитет сензације зависиће од тога у којем се ткиву промена максимално јавља. Зато се ова теорија назива и теоријом специфичног ткива, јер ткиво добија улогу одлучивања, одређења специфичности модалитета.

## Осетљивост за додир

### Драж
Адекватна драж за додир је механичке природе, али ефекат који оне постижу у ткиву није јасан. Аутори су закључили да је потребна нека врста деформације коже, до које се долази без повреде ткива. Важан је интензитет дражи и брзина којом се промена ствара. Дуго је сматрано да је овај процес хемијска реакција. Градијент деформације коже доводи до неког хемијског процеса у ткиву у којем је смештен рецептор, а та хемијска реакција изазива активирање рецептора. Експерименти Џенкинса и Адријана су показали да је хемијски процес као посредник мало вероватан.

### Рецептори
Према истраживањима, Мајснерових телашаца и Меркелових дискова има највише где је кожа најбоље осетљива, а Фатер-Пачинијева телашца се налазе у најдубљем слоју коже. Ерлангер и Гасер су скидањем епидермиса у којем се налазе само слободни нервни завршеци добили нејасне осећаје додира. Из тога се закључује да и слободни нервни завршеци имају улогу у преношењу овог модалитета осетљивости. Такође, у длакавој кожи су пронађене неке тачке додира које се не налазе изнад корена длаке. Пошто је фон Фрај сматрао да слободни нервни завршеци искључиво рецептори за бол, ово проширење њихове активности негира основну идеју о опредељености на основу морфолошких разлика. Левенштајн је открио у једном огледу, где је љуштио слој по слој коже да држањем увек изазива сензацију додира. Вулард изолује Мајснерово телашце и добија исти ефекат као и при нормалном дражењу - само додир.

### Инструменти
Магнус Бликс употребљава шиљке да утврди положај тачака за додир. Макс фон Фрај усавршава мерење осетљивости употребивши као инструмент длаку. Други стимулатор који се често користио био је Бонисова игла, а један од популарнијих био је Веберов шестар.

## Осетљивост за топло и хладно

### Драж
Термичка осетљивост коже представља само један, релативно мали, део информација о топлотним променама. Али и тај део се дели на свесне и несвесне информације, тј. на податке о термичким променама на периферији које се опажају и на оне који се не опажају. Термичка драж се везује за објекте, чинећи присуство грешке дражи.

### Рецептори
Фон Фрај говори да су Краузеова телашца одговорна за примање информација о хладноћи, као и да су Руфинијеви цилиндри одговорни за топлоту. Штругхолд и Карбе експериментом долазе до закључка да Краузеова телашца јесу одговорна за хладноћу. Нејф сматра да су поред њих, за хладноћу одговорни и слободни нервни завршеци.

### Инструменти
За стимулисање и мерење интензитета термичких стимулуса се користе термостимулатори.

### Интензитет
Мерење термичке осетљивости ослања се на један посебан појам, физиолошку нулу. Физиолошка нула је тренутни термички ниво коже на месту дражења пре примене дражи. Осетљивост за топло и хладно зависи од броја тачака осетљивости за топло и хладно и физиолошка нула је различита на разним тачкама површине тела.

## Осетљивост за бол

### Драж
Бол настаје услед болова у мишићима који спречавају дражење. Бол у оку настаје грчењем мишића услед јаке светлости, ако се у око стави атропин, престаће грчење, као и бол. Следећа идеја била је да је адекватна драж за бол повреда ткива. И ова идеја је врло несигурна, јер јака зрачења понекад доводе до екстремно изражених повреда, али се бол не појављује.

### Рецептори
Фон Фрај, Адријан и Нејф закључују да су слободни нервни завршеци задужени за преношење бола.

### Инструменти
Стимулатори за мерење бола називају се алгезиметри или долориметри.